# Río (Lorca)
Río es una pedanía del municipio español de Lorca, en la Región de Murcia. Se sitúa al noroeste de la capital municipal, con la que es colindante. Su nombre proviene del río Guadalentín, que pasa por las cercanías de la pedanía.

## Economía
Es una localidad cuya economía se basa fundamentalmente en la agricultura (sobre todo de secano) y la ganadería (principalmente porcina), aunque en ella también se asientan algunas fábricas de curtidos.

## Fiestas
Las fiestas de la pedanía se celebran a finales de agosto o principios de septiembre, en honor a la Virgen Corazón de María.

## Transporte

### En autobús
Presta servicio la siguiente línea urbana:
| Línea | Recorrido   | Operador |
| ----- | ----------- | -------- |
| 8     | Óvalo - Río | Limusa   |